# Alfred Sterry
Alfred Sterry (Worthing, 1876 – 1955) è stato un avvocato e dirigente sportivo britannico.
Ebbe un ruolo importante nel tennis inglese, pur senza vantare risultati di rilievo come giocatore.
Nacque nel 1876 a Worthing, nel Sussex. Era figlio di John Sterry, un commerciante di vini, ed Emma Perceval Stringer. Fu avvocato di professione, e tennista dilettante.
Il 12 gennaio 1901 si sposò con Charlotte Cooper, campionessa di tennis già vincitrice di tre Wimbledon e una Olimpiade. Il loro era un matrimonio insolito per l'epoca: la sposa era una "zitella" nata nel 1870 (aveva dunque oltre già 30 anni, allora ritenuta un'età molto avanzata per sposarsi, per le donne), e lo sposo, ventiquattrenne, quindi più giovane di lei di sei anni. La coppia ebbe due figli, Gwenneth Reinagle (1905-1987) e Rex (1903-1981).
Alfred Sterry divenne il presidente della Lawn Tennis Association. La figlia Gwen, anche lei tennista come i genitori, giocò nella squadra britannica nella Wightman Cup.